# Real Face
Singles de KAT-TUN
Signal
(2006)
Real Face est le 1ersingle du groupe KAT-TUN sorti sous le label J-One Records le 22 mars 2006 au Japon. Il atteint la 1re place du classement de l'Oricon. Il se vend à 754 234 exemplaires la première semaine et reste classé 45 semaines, pour un total de 1 045 783 exemplaires vendus. Ils battent le record des Arashi qui avait vendu 973 310 exemplaires pour leur premier single.
Le CD sort en version régulière et en six version illimité avec le chanteur au centre de la pochette qui change à chaque fois. Une version réarrangée de Real Face est présente sur l'album Best Of Kat-Tun.

## Liste des titres
| 1. | Real Face                            | Suga Shikao | Takahiro Matsumoto (B'z) | 5:10 |
| 2. | GLORIA                               | Yoji Kubota | Kôji Makaino             | 4:33 |
| 3. | Will Be All Right                    | KAT-TUN     | Kazuhiro Hara            | 4:42 |
| 4. | Real Face (Original Karaoke)         | Suga Shikao | Takahiro Matsumoto (B'z) | 5:10 |
| 5. | GLORIA (Original Karaoke)            | Yoji Kubota | Kôji Makaino             | 4:30 |
| 6. | Will Be All Right (Original Karaoke) | KAT-TUN     | Kazuhiro Hara            | 4:40 |

| 1. | Real Face                    | Suga Shikao | Takahiro Matsumoto (B'z) | 5:10 |
| 2. | GLORIA                       | Yoji Kubota | Kôji Makaino             | 4:33 |
| 3. | Real Face (Original Karaoke) | Suga Shikao | Takahiro Matsumoto (B'z) | 5:10 |
| 4. | GLORIA (Original Karaoke)    | Yoji Kubota | Kôji Makaino             | 4:30 |